# Camptoptera stammeri
Camptoptera stammeri är en stekelart som först beskrevs av Soyka 1953.  Camptoptera stammeri ingår i släktet Camptoptera och familjen dvärgsteklar. Inga underarter finns listade.